# Tyran tacheté
Empidonomus varius
Genre
Espèce
Répartition géographique
Statut de conservation UICN

 LC  : Préoccupation mineure
Le Tyran tacheté (Empidonomus varius) est une espèce de passereaux appartenant à la famille des Tyrannidae. C'est la seule espèce du genre Empidonomus.

## Répartition

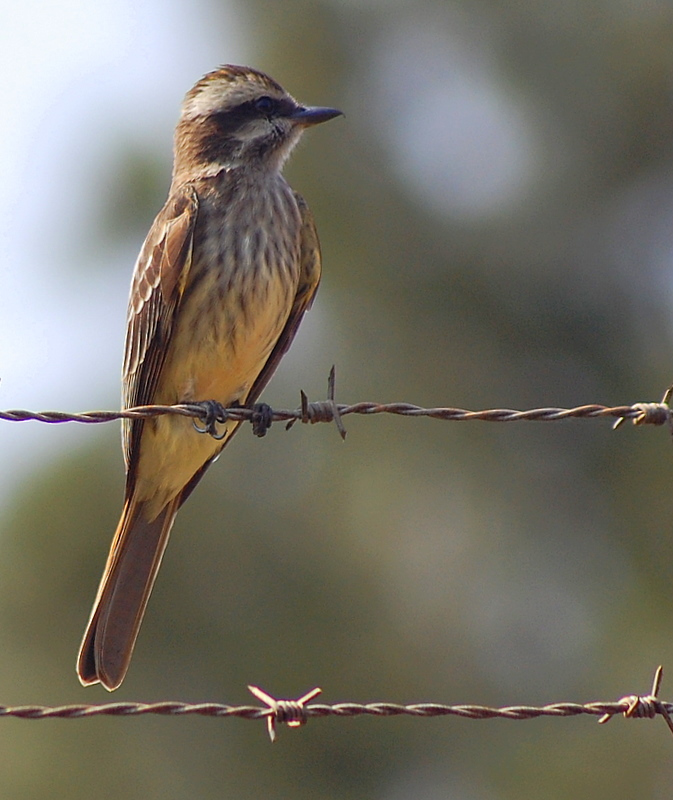

Son aire s'étend à travers une bonne partie de l'Amérique du Sud.

## Habitat
Son habitat naturel est les forêts sèches subtropicales ou tropicales, les forêts humides de plaine tropicales ou subtropicales et les anciennes forêts fortement dégradées.

## Sous-espèces
Selon la classification de référence du Congrès ornithologique international (14.2, 2024) il existe 2 sous-espèces :
- Empidonomus varius varius (Vieillot) 1818 — centre/est de l'Amériquee du Sud ; migre vers le nord et dans l'ouest de l'Amazonie ;
- Empidonomus varius rufinus (Spix) 1825 — nord/est de l'Amérique du Sud